# FC Dinamo București în sezonul 1960-1961
Sezonul 1960-61 este al 12-lea sezon pentru FC Dinamo București în Divizia A. Dinamo revine din nou pe podium, încheind pe poziția a doua, cu 32 de puncte, cinci mai puține decât CCA. Gheorghe Ene a ocupat locul trei în clasamentul golgheterilor, cu 15 reușite.
Meciul UTA-Dinamo, din etapa a 14-a, ar fi trebuit rejucat, conform unei decizii a Biroului FRF, din cauza condițiilor neprielnice de joc, dar în cele din urmă a fost păstrat rezultatul din teren.

## Rezultate
| Divizia A | Divizia A          | Divizia A                  | Divizia A | Divizia A |
| Etapa     | Data               | Adversar                   | Stadion   | Rezultat  |
| --------- | ------------------ | -------------------------- | --------- | --------- |
| 1         | 4 septembrie 1960  | UTA                        | acasă     | 3-0       |
| 2         | 11 septembrie 1960 | Știința Cluj               | deplasare | 1-0       |
| 3         | 18 septembrie 1960 | Progresul București        | acasă     | 1-1       |
| 4         | 25 septembrie 1960 | Știința Timișoara          | acasă     | 3-2       |
| 5         | 2 octombrie 1960   | Minerul Lupeni             | deplasare | 2-1       |
| 6         | 9 octombrie 1960   | Dinamo Bacău               | acasă     | 2-0       |
| 7         | 16 octombrie 1960  | Rapid București            | acasă     | 0-0       |
| 8         | 23 octombrie 1960  | CSMS Iași                  | deplasare | 2-2       |
| 9         | 30 octombrie 1960  | Metalul Hunedoara          | acasă     | 4-0       |
| 10        | 6 noiembrie 1960   | Farul Constanța            | deplasare | 1-0       |
| 11        | 13 noiembrie 1960  | CCA București              | deplasare | 2-3       |
| 12        | 21 noiembrie 1960  | Petrolul Ploiești          | acasă     | 6-0       |
| 13        | 27 noiembrie 1960  | Steagul Roșu Orașul Stalin | deplasare | 1-3       |
| 14        | 19 martie 1961     | UTA                        | deplasare | 0-1       |
| 15        | 26 martie 1961     | Știința Cluj               | acasă     | 0-2       |
| 16        | 2 aprilie 1961     | Progresul București        | deplasare | 2-1       |
| 17        | 9 aprilie 1961     | Știința Timișoara          | deplasare | 1-2       |
| 18        | 16 aprilie 1961    | Minerul Lupeni             | acasă     | 6-0       |
| 19        | 23 aprilie 1961    | Dinamo Bacău               | deplasare | 3-2       |
| 20        | 30 aprilie 1961    | Rapid București            | deplasare | 1-2       |
| 21        | 7 mai 1961         | CSMS Iași                  | acasă     | 3-2       |
| 22        | 19 aprilie 1961    | Metalul Hunedoara          | deplasare | 1-1       |
| 23        | 26 aprilie 1961    | Farul Constanța            | acasă     | 7-0       |
| 24        | 29 iunie 1961      | CCA București              | acasă     | 2-3       |
| 25        | 2 iulie 1961       | Petrolul Ploiești          | deplasare | 0-3       |
| 26        | 9 iulie 1961       | Steagul Roșu Brașov        | deplasare | 0-2       |

| Cupa României | Cupa României | Cupa României | Cupa României | Cupa României |
| Etapa         | Data          | Adversar      | Stadion       | Rezultat      |
| ------------- | ------------- | ------------- | ------------- | ------------- |
| șaisprezecimi | 25 iunie 1961 | CSM Sibiu     | Câmpina       | 0-1           |

| Legendă    |
| ---------- |
| victorie   |
| egal       |
| înfrângere |

## Echipa
Antrenorul Traian Ionescu a folosit ca 11 de bază jucătorii: Iuliu Uțu (Gheorghe Cozma) - Corneliu Popa, Ion Nunweiller, Nicolae Panait - Vasile Alexandru, Lică Nunweiller (Gheorghe Dragomir) - Vasile Anghel, Iosif Varga (Mircea Sasu), Gheorghe Ene (Constantin David), Ion Țîrcovnicu (Mircea Stoenescu), Haralambie Eftimie (Tiberiu Selymesi).

### Transferuri
Antrenorul Traian Ionescu continuă campania de întinerire a lotului și îi promovează de la Tineretul Dinamovist pe Tiberiu Selymesi, Mircea Sasu și Mircea Stoenescu, iar la capitolul transferuri vin Ion Țîrcovnicu (Dinamo Bacău), Constantin David (Progresul) și Gheorghe Ene (Rapid). Pleacă în schimb Motroc la Rapid.